# Palacio de Holyrood
El palacio de Holyroodhouse, más conocido como palacio de Holyrood, ha servido como principal residencia de los monarcas de Escocia desde el siglo XVI. Ubicado en el extremo de la Royal Mile, «Milla Real» de Edimburgo, opuesto al castillo de Edimburgo, actualmente es la residencia oficial de los monarcas británicos en Escocia.  
La reina Isabel II del Reino Unido pasaba habitualmente una semana todos los años al comienzo del verano en Holyrood. Los apartamentos reales de María I de Escocia están abiertos al público todo el año, excepto cuando los miembros de la familia real se encuentran en el palacio. La Galería de la Reina fue construida en la entrada occidental del palacio y fue inaugurada en 2002 exhibiendo obras de la Royal Collection.

## Historia

### Abadía de Holyrood

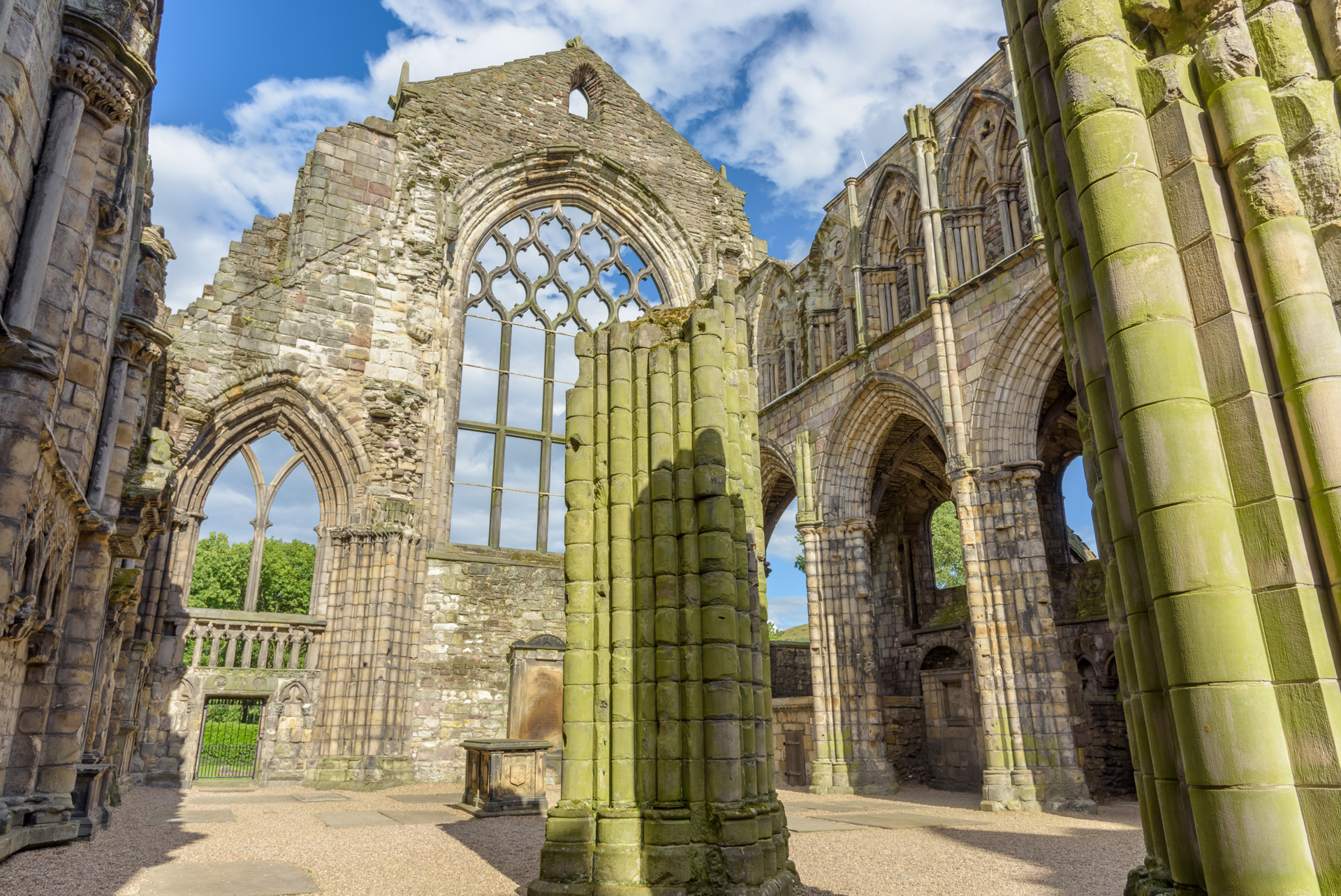
La abadía de Holyrood en ruinas.

La arruinada abadía agustina de Holyrood fue fundada en 1128 por orden del rey David I de Escocia. Este nombre deriva, o bien de la visión legendaria de la cruz atestiguada por David I, o bien de la reliquia de la Vera Cruz conocida como Holy Rood o Black Rood que perteneció a Santa Margarita, madre de David. Se convirtió en un relevante centro administrativo al ser una fundación real y encontrarse cerca del castillo de Edimburgo. Un enviado papal fue recibido aquí en 1177, mientras que en 1189 se celebró un consejo de nobles para debatir el cautiverio del monarca Guillermo I de Escocia. Roberto I de Escocia convocó al parlamento en la abadía en 1326, y tres años más tarde ya se utilizaba como residencia real. En 1370 David II se convirtió en el primer rey en ser inhumado en Holyrood. Además, Jacobo II nació en Holyrood en 1430, fue coronado, se casó y fue enterrado en el templo cristiano. Jacobo III y Margarita de Dinamarca contrajeron matrimonio en Holyrood en 1469. La primitiva residencia real se encontraba en la residencia para invitados de la abadía, probablemente ubicada donde actualmente se encuentra la zona norte del palacio, al oeste del claustro de la abadía, donde a finales del siglo XV ya se encontraban estancias reales.

### Palacio gótico y renacentista
Jacobo IV de Escocia construyó entre 1501 y 1505 un nuevo palacio gótico adyacente a la abadía. La premura probablemente se debió al matrimonio del monarca con Margarita Tudor, que tuvo lugar en la abadía en agosto de 1503 mientras las obras continuaban. El palacio fue construido alrededor de un patio, situado al oeste del claustro de la abadía. Alberga una capilla, una galería, los apartamentos reales y un gran salón. La capilla ocupaba la actual ala norte del gran patio, con los apartamentos de la reina ocupando parte del ala sur. El ala oriental contiene los aposentos del rey y la entrada al palacio. Él mismo supervisó la construcción de una portería de dos plantas, cuyos fragmentos sobreviven en la abadía.
En 1512 se construyó una estancia para albergar una colección de animales exóticos del rey, incluyendo leones y civetas. Jacobo V añadió el empiece de la actual torre noroeste entre 1528 y 1536, actualmente la zona más antigua que se ha conservado del palacio. Más adelante se reconstruyeron las zonas sur y oeste del palacio en estilo renacentista con una nueva capilla; la antigua fue reconvertida en cámara del consejo, donde se realizaban los eventos ceremoniales.
En 1544, durante las guerras del Rough Wooing, Edward Seymour saqueó Edimburgo y Holyrood sufrió expolios e incendios. Volvió a ser restaurado por María de Guisa, quien instaló en 1559 un nuevo altar en la capilla real del palacio con pinturas de Flandes. Los altares fueron destruidos ese mismo año por una revuelta reformista y, tras la Reforma escocesa (1560), la abadía fue abandonada. El coro y el transepto se derrumbaron en 1570 y la nave se mantuvo como parroquia de Canongate.

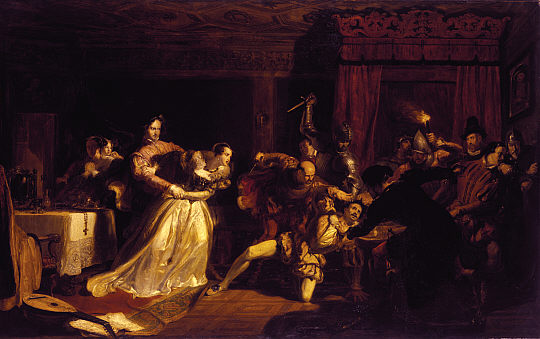
El asesinato de David Rizzio. William Allan, 1833.

Los apartamentos reales de la torre noroeste fueron ocupados por María I de Escocia desde su regreso a Escocia en 1561 hasta su abdicación forzada en 1567. La reina erigió un campo de tiro con arco en sus jardines privados para practicar y cazar ciervos en el parque de Holyrood. Las célebres entrevistas entre María y John Knox tuvieron lugar en Holyrood, y sus matrimonios tanto con Enrique Estuardo y James Hepburn tuvieron lugar en el gran salón en 1565 y 1567, respectivamente. Asimismo, fue en la habitación de la torre norte donde se cometió el asesinato del secretario privado de la reina David Rizzio en presencia de María, el 9 de marzo de 1566, tras ser apuñalado 57 veces por los nobles protestantes.

### Reconstrucción
Después de que Jacobo VI se convirtiera en rey de Inglaterra en 1603 y se mudara a Londres, el palacio ya no volvió a ser sede permanente de la corte. Jacobo lo volvió a visitar en 1617 como lo hizo Carlos I de Inglaterra en 1633, cuando fue coronado rey de Escocia en la abadía de Holyrood. En 1646 Carlos I nombró a James Hamilton, I duque de Hamilton, como guardián de Holyroodhouse, puesto que mantienen sus descendientes. El título es uno de los grandes oficiales de Estado en Escocia y los apartamentos ducales abarcan un área más grande que las estancias reales. El guardián selecciona al bailío de Holyroodhouse, encargado de la gestión de la abadía de Holyrood.

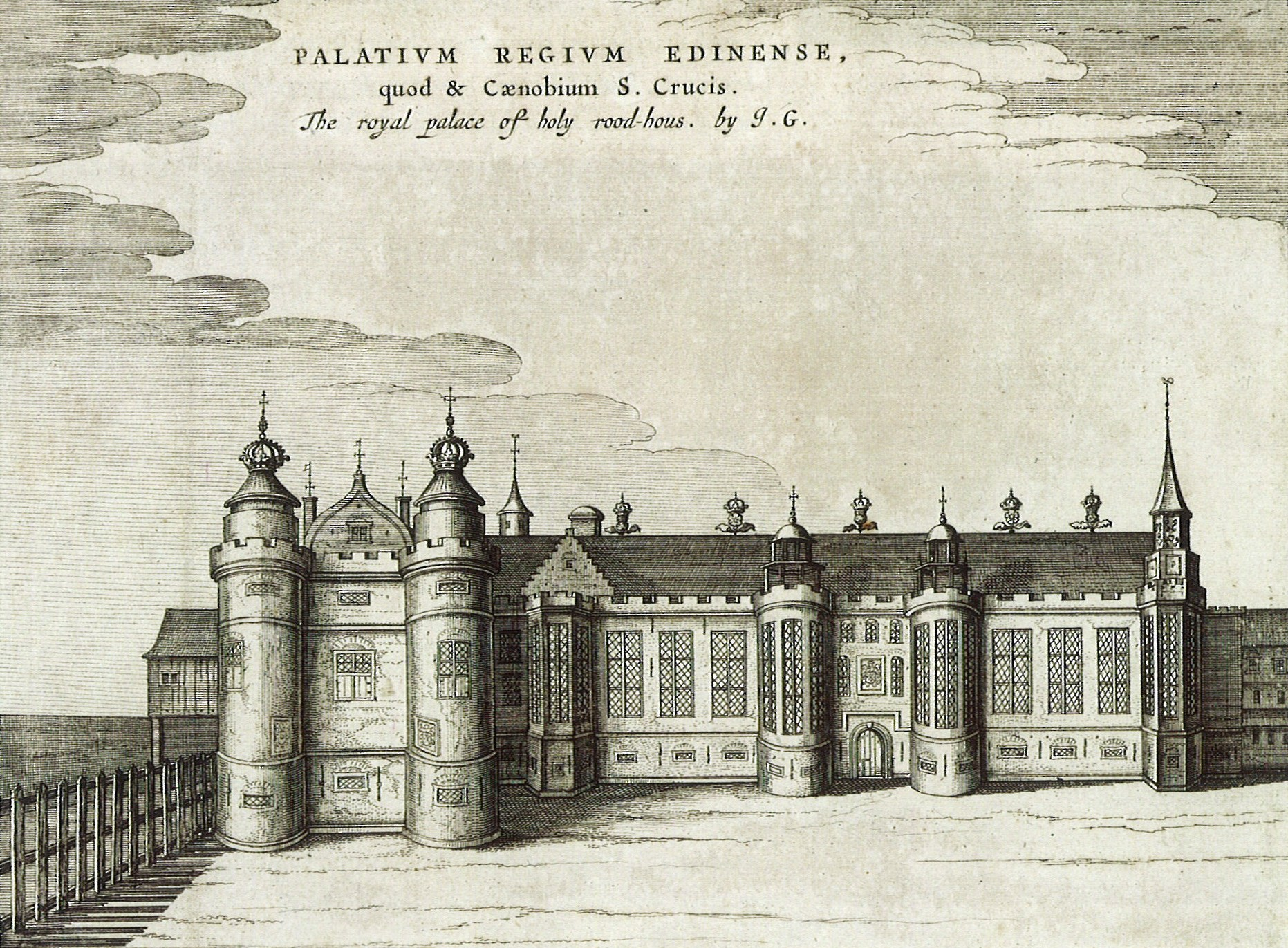
Dibujo del ala occidental del palacio en 1649, antes de su reconstrucción en 1671.

Tras la Restauración inglesa en 1660, el consejo privado fue restituido y volvieron a reunirse en Holyroodhouse. El palacio se remodeló para que el conde de Lauderdale, secretario de Estado de Escocia, tuviera aposentos en 1663. En 1670 el consejo privado destinó unas 30.000 libras para la reconstrucción del palacio. Las obras fueron realizadas por el arquitecto William Bruce, maestro de obras de la Corona en Escocia, comenzando en julio de 1671. En 1675 Lord Hatton se convirtió en el primero de varios nobles en obtener una casa de gracia y favor en el palacio. William Bruce fue despedido como arquitecto en 1678, el resto de las obras fueron concluidas bajo supervisión de Hatton hasta el año siguiente, adquiriendo un aspecto muy parecido a la actualidad.
Las obras en el interior aún continuaban cuando el futuro Jacobo II de Inglaterra y VII de Escocia, aún duque de Albany, y su esposa María de Módena visitaron el palacio en 1679 y habitaron en él hasta 1682, durante la Crisis de la exclusión, que había dañado gravemente la imagen de Jacobo en Inglaterra. Cuando accedió finalmente al trono en 1685, el rey católico fundó un colegio jesuita al sur del palacio. La abadía se adaptó como capilla para la Orden del Cardo en 1687-88 gracias al arquitecto James Smith. El interior de la capilla y el colegio jesuita fueron destruidos tras una revuelta anticatólica tras el estallido de la Revolución gloriosa a finales de 1688. En 1691 la abadía fue sustituida por la parroquia de Canongate, donde asistía la reina Isabel II cuando residía en Holyrood.

### sigloXVIII

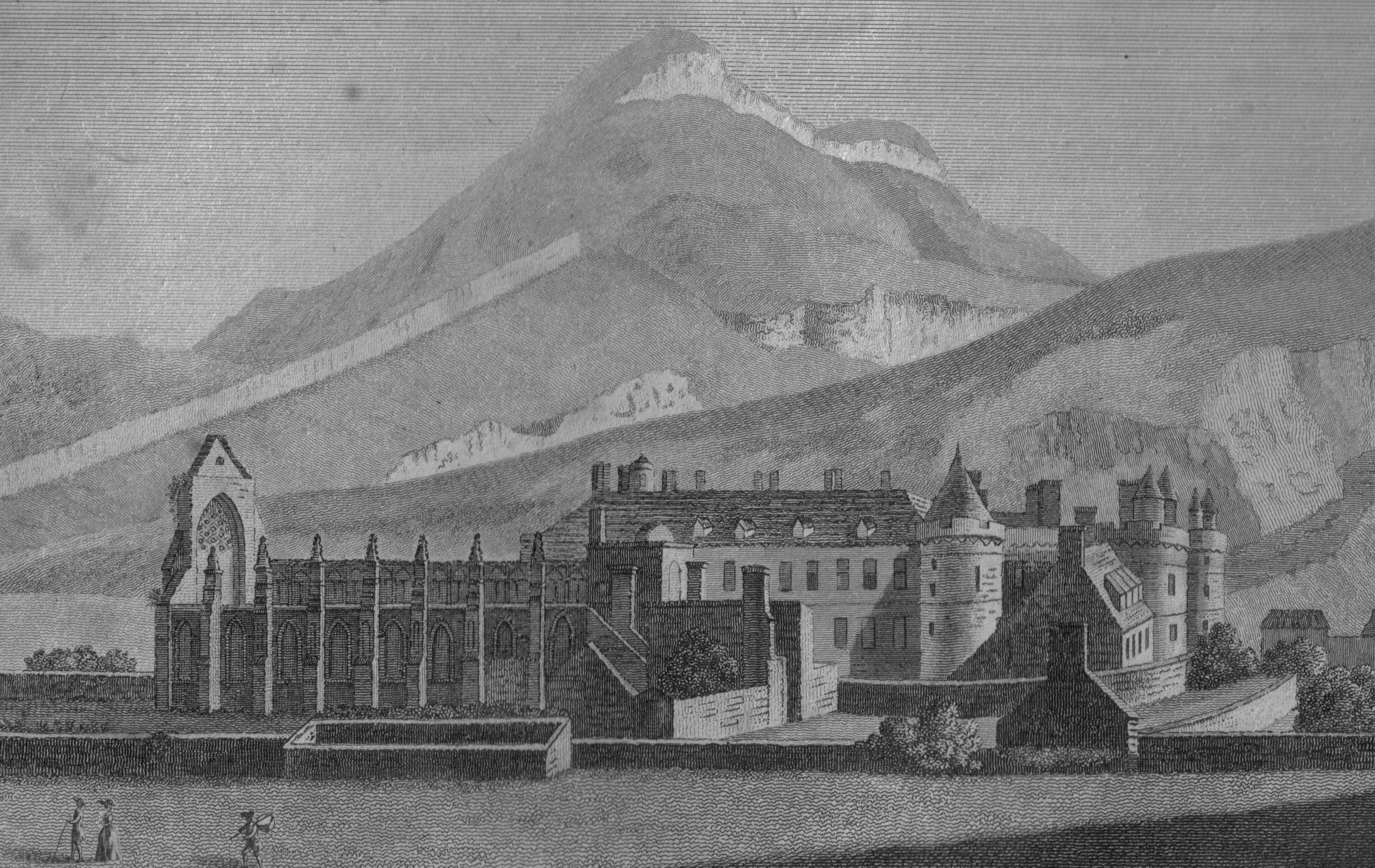
Una vista del palacio y la abadía en 1789.

Tras la Unión de Escocia e Inglaterra en 1707 el palacio perdió sus funciones principales y con la abolición del consejo privado la cámara del consejo quedó inutilizada. Los nobles que habían adquiridos casas de gracia y favor continuaron usándolas: el duque de Hamilton ya había ocupado los apartamentos de la reina en 1684. Los apartamentos del rey, sin embargo, quedaron abandonados.
Holyroodhouse se convirtió brevemente de nuevo en residencia real durante la estancia de Carlos Eduardo Estuardo en el palacio durante cinco semanas durante la rebelión jacobita de 1745. Carlos ocupó las estancias del duque de Hamilton en lugar de los aposentos del rey y celebró cortes en la galería. Al año siguiente, las fuerzas gubernamentales estacionaron en el palacio, dañando los retratos reales de la galería, incluido el duque de Cumberland en su camino hacia Culloden. Mientras tanto, el deterioro prosiguió: la techumbre de la abadía colapsó en 1768, mostrando la apariencia actual. Sin embargo, el potencial del palacio como atracción turística comenzaba a ser un hecho, ya que el duque de Hamilton permitió a algunos invitados acceder a los apartamentos de la reina María I en la torre noroocidental.

### sigloXIX
Tras la Revolución francesa, Jorge III permitió al hermano menor de Luis XVI de Francia, el futuro Carlos X, habitar en el palacio de Holyrood, donde se aprovechó de que al vivir en la abadía se podía escapar de las deudas contraídas. Carlos, en aquel entonces conde de Artois, habitó en Holyrood desde 1796 hasta 1803, cuando se renovaron los apartamentos del rey. Heredó el trono francés en 1824 como Carlos X, aunque tras la Revolución de julio de 1830, él y su familia regresaron a Holyrood de nuevo hasta 1832, cuando se trasladaron al Imperio austríaco.
El rey Jorge IV se convirtió en el primer monarca desde Carlos I en visitar el palacio durante su visita a Escocia en 1822. Aunque estuvo hospedado en el palacio de Dalkeith, el monarca celebró una recepción en Holyrood. Ordenó las restauración de la mansión, aunque protegió de cualquier cambio las habitaciones de la reina María para su conservación en el futuro, y se demolieron algunos edificios anexos al cuadrángulo del edificio.
Durante la primera visita de la reina Victoria a Escocia en 1842, también pernoctó en el palacio de Dalkeith, y no visitó Holyrood debido a una fiebre escarlata. Durante su segunda visita en 1850 a Escocia sí visitó el palacio y se realizaron algunos cambios en el mismo, trasladándose las posesiones de algunos nobles para que la reina tuviera un aposento permanente en la segunda planta desde 1871, y además, liberando otras estancias como el comedor, la sala de pintura y el salón del trono, que pudieron abrir al público desde 1854.

### Actualidad

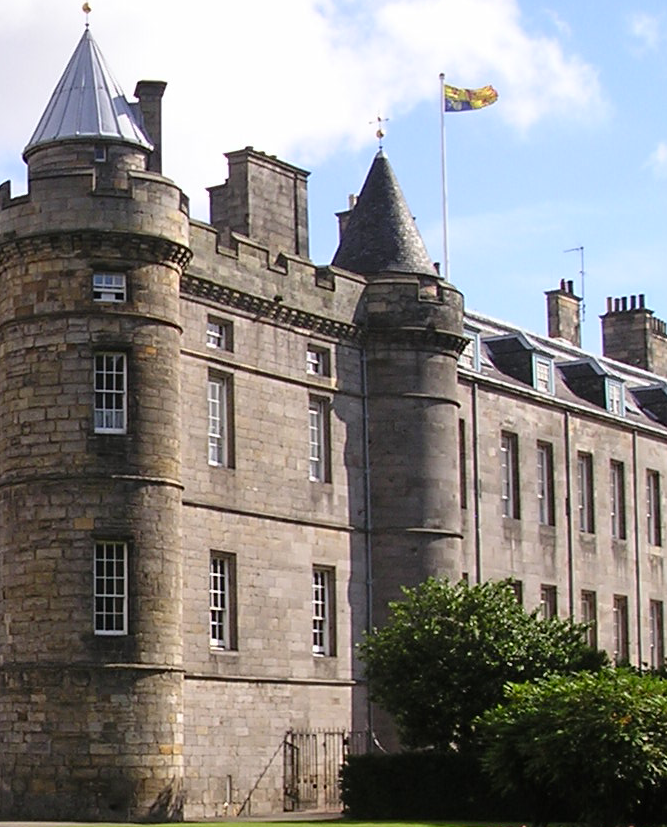
El estandarte del monarca británico se retira cuando el rey abandona palacio.

Aunque Eduardo VII visitó el palacio brevemente en 1903, fue Jorge V quien lo transformó en un palacio del siglo XX con la instalación de calefacción central y luz eléctrica, la modernización de las cocinas, el añadido de nuevos baños y un ascensor. El palacio fue seleccionado como uno de los lugares de la memoria escocesa de Eduardo VII y se erigió una estatua del rey frente a la abadía. En 1920 se designó como la residencia oficial del monarca en Escocia, donde comenzaron a celebrarse eventos y ceremonias.
La reina Isabel II del Reino Unido visitaba el palacio durante una semana cada verano, cuando se celebraban las investiduras en la gran galería, audiencias, comidas en el salón del trono para celebrar la ordenación de nuevos caballeros y damas de la Orden del Cardo y fiestas en los jardines. Mientras el rey se encuentra en el palacio, se retira el estandarte real escocés y se enarbola el estandarte del monarca británico en Escocia y la Real Compañía de Arqueros se convierte en su guardia ceremonial. A su llegada se celebra la Ceremonia de las llaves, cuando presenta las llaves de Edimburgo con Lord Provost de Edimburgo. El entonces príncipe Carlos también se hospedaba en Holyrood una semana al año.
Como residencial oficial del monarca en Escocia, el palacio ha recibido a un gran número de dignatarios extranjeros como Harald V de Noruega en 1994, Nelson Mandela en 1997 y el papa Benedicto XVI en 2010. En diciembre de 1992 se celebró una reunión del Consejo Europeo durante la presidencia británica del Consejo. La reina Isabel II actuó de anfitriona durante una cena con los líderes de la Commonwealth en 1997. En abril de 2016 la Royal Collection Trust anunció un proyecto de 10 millones de libras para rediseñar el espacio exterior en Holyroodhouse, incluyendo la abadía, los terrenos y el patio. El proyecto se completó a finales de 2018 en colaboración con la Historic Environment Scotland.